# Pristimantis auricarens
Pristimantis auricarens är en groddjursart som beskrevs av Myers och Donnelly 2008. Pristimantis auricarens ingår i släktet Pristimantis och familjen Strabomantidae. Inga underarter finns listade i Catalogue of Life.